# Manfred Poerschke
Manfred Poerschke (* 26. Februar 1934 in Dortmund) ist ein ehemaliger deutscher Leichtathlet und Olympiateilnehmer, der – für die Bundesrepublik startend – bei den Europameisterschaften 1958 die Silbermedaille mit der deutschen 4-mal-400-Meter-Staffel gewann (3:08,2 min: Carl Kaufmann, Manfred Poerschke, Johannes Kaiser, Karl-Friedrich Haas). Er startete auch bei den Olympischen Spielen 1956 und belegte mit der 4-mal-400-Meter-Staffel Platz vier (3:08,2 min).
Mit der 4-mal-400-Meter-Staffel des OSV Hörde gewann er vier Deutsche Meisterschaften. Im Einzelwettbewerb auf der 400-Meter-Distanz gelang ihm bei Deutschen Meisterschaften wegen der starken Konkurrenz jedoch nur einmal ein 3. Platz (1957).
Poerschke startete für den Sportverein OSV Hörde. In seiner aktiven Zeit war er 1,83 m groß und wog 85 kg.
Nach seiner sportlichen Karriere promovierte Poerschke und wirkte 30 Jahre lang als Leiter einer Fachschule.